# Захонье (Волосовский район)
Захо́нье (фин. Saahkonja) — деревня в Рабитицком сельском поселении Волосовского района Ленинградской области.

## История
Упоминается на карте Ингерманландии А. И. Бергенгейма, составленной по материалам 1676 года, как деревня Sachenia.
Как деревня Сакония она обозначена на «Географическом чертеже Ижорской земли» Адриана Шонбека 1705 года.
На карте Ингерманландии А. Ростовцева 1727 года упоминается как деревня Заходье.
Как деревня Захочье упоминается на карте Санкт-Петербургской губернии Я. Ф. Шмидта 1770 года.
На карте Санкт-Петербургской губернии Ф. Ф. Шуберта 1834 года обозначена деревня Захонье, насчитывающая 20 крестьянских дворов.

ЗАХОНЬЕ — деревня принадлежит подполковнице Логиновой, число жителей по ревизии: 58 м. п., 59 ж. п. (1838 год)

В пояснительном тексте к этнографической карте Санкт-Петербургской губернии П. И. Кёппена 1849 года она записана как деревня Saahkonia (Захонье) и указано количество её жителей на 1848 год: ингерманландцев-савакотов — 51 м. п., 62 ж. п., всего 113 человек.
Деревня Захонье, состоящая из 20 дворов, упоминается на карте профессора С. С. Куторги 1852 года.

ЗАХОНЬЕ — деревня госпожи Дренякиной, по просёлочной дороге, число дворов — 29, число душ — 48 м. п. (1856 год)

Согласно 10-й ревизии 1856 года деревня Захонье принадлежала помещице Анне Павловне Дренякиной.
Согласно карте Санкт-Петербургской губернии 1860 года деревня Захонье насчитывала 22 двора.

ЗАХОНЬЕ — деревня владельческая при ключах, по левую сторону Самрянской дороги, от Петергофа в 59 верстах, число дворов — 25, число жителей: 37 м. п., 46 ж. п. (1862 год)

В 1867 году временнообязанные крестьяне деревни выкупили свои земельные наделы у Ф. П. Веймарн и стали собственниками земли.

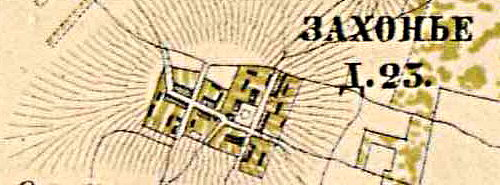
План деревни Захонье. 1885 год

Согласно «Карте окрестностей Санкт-Петербурга» в 1885 году деревня Захонье состояла из 23 крестьянских дворов, к юго-западу от неё располагались «Лифляндские поселенцы».
В конце XIX века деревня административно относилась к Губаницкой волости 1-го стана Петергофского уезда Санкт-Петербургской губернии, в начале XX века — 2-го стана. Население деревни было исключительно финским.
К 1913 году количество дворов в деревне уменьшилось до 18.
С 1917 по 1922 год деревня Захонье входила в состав Захоньевского сельсовета Губаницкой волости Петергофского уезда.
С 1922 года в составе Волосовского сельсовета.
С 1923 года в составе Троцкого уезда.
Согласно данным переписи населения СССР 1926 года в деревне Захонье проживали 94 человека, большинство финны, а также русские и эстонцы.
С 1927 года в составе Венгиссаровской волости Волосовского района.
По данным 1933 года деревня Захонье входила в состав Волосовского сельсовета Волосовского района.

Деревня Захонье на карте 1934 года

Согласно топографической карте РККА в 1934 году деревня насчитывала 18 дворов.
С 1 августа 1941-го по 31 декабря 1943 года германская оккупация. 
С 1963 года в составе Кингисеппского района.
С 1965 года вновь в составе Волосовского района. В 1965 году население деревни составляло 126 человек.
По данным 1966 года деревня Захонье в составе Волосовского района не значилась.
По данным 1973 года деревня Захонье вновь входила в состав Волосовского сельсовета.
По административным данным 1990 года деревня Захонье входила в состав Рабитицкого сельсовета.
В 1997 году в деревне Захонье проживал 71 человек, деревня относилась к Рабитицкой волости, в 2002 году — 96 человек (русские — 85 %), в 2007 году — 63 человека.

## География
Деревня расположена в центральной части района на автодороге 41К-013 (Жабино — Вересть).
Расстояние до административного центра поселения — 5,6 км.

## Демография
| 1838 | 1848 | 1862 | 1997 | 2002 | 2007 | 2010 |
| ---- | ---- | ---- | ---- | ---- | ---- | ---- |
| 117  | ↘113 | ↘83  | ↘71  | ↗96  | →96  | ↗135 |
| 2017 |      |      |      |      |      |      |
| ↗176 |      |      |      |      |      |      |

### Национальный состав
Согласно данным Всероссийской переписи населения 2021 года в деревне проживали 199 человек, из них:
 русские — 196, армяне — 2, другие национальности — 1 человек.